# Ducat de Curlàndia i Semigàlia
El Ducat de Curlàndia i Semigàlia (en llatí: Ducatus Curlandiæ et Semigalliæ, en polonés: Księstwo Kurlandii i Semigalii, en alemany: Herzogtum Kurland und Semgallen, en letó: Kurzemes un Zemgales hercogiste) és el nom d'un antic ducat a la Regió bàltica que va existir entre 1562 i 1569 com un estat vassall del Gran Ducat de Lituània i entre 1569 i 1726 de la República de les Dos Nacions, estant incorporat a aquesta última pel Sejm el 1726, però finalment annexat per part de l'Imperi Rus el 28 de març de 1795 en la tercera partició de Polònia.
Aquest nom també se li va donar a un estat que va existir breument durant la Primera Guerra Mundial, entre el 8 de març i el 22 de setembre de 1918. Malgrat tot, els plans perquè arribés a formar part del Ducat Bàltic Unit, sotmès a l'Imperi Alemany, es van veure frustrats quan Alemanya va lliurar la regió bàltica al final de la Primera Guerra Mundial. L'àrea va passar a formar part de Letònia al final de la guerra. La part de Letònia entre la ribera occidental del riu Daugava i la mar Bàltica va esdevenir el Ducat de Curlàndia i Semigàlia (1918), nominalment un estat vassall del Rei de Polònia.

## Història
El 1562, durant les Guerras de Livònia, la Confederació Livona va ser desmembrada i els Germans Livonians de l'Espasa, una orde de cavallers alemanys, va ser dissolta. Segons el pacte de Vílnius, la part sud d'Estònia i la part nord de Letònia van ser cedides al Gran Ducat de Lituània i es van unir al Ducatus Ultradunensis (Pārdaugavas hercogiste).

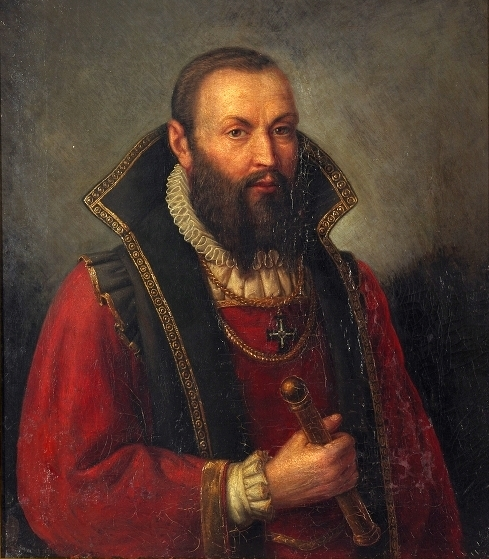
Gotthard Kettler, primer Duc de Curlàndia i Semigàlia.

Gotthard Kettler, l'últim Maestre de l'Orde Livonià, va esdevenir el primer duc de Curlàndia. Altres membres de l'Orde es van convertir en nobles de Curlàndia, i els feus que anteriorment posseïen es van convertir en les seves terres. En resum, Kettler va rebre quasi un terç de la terra al nou ducat. Mitau va ser designada com la nova capital i una Dieta havia de reunir-se a la ciutat dos cops per any.
Diverses parts de l'àrea de Curlàndia no pertanyien al ducat. L'Orde Livonià ja havia prestat el districte de Grobina -a la costa de la mar Bàltica- al Duc de Prússia. Un altre districte, el bisbat de Pilten, també anomenat el Bisbat de Curlàndia -sobre el riu Venta a l'oest de Curlàndia-, pertanyia a Magnus de Holstein, el fill del rei de Dinamarca. Ell havia promès transferir-ho al duc de Curlàndia després de la seva mort, però el seu pla va fracassar i va ser només després que Guillem Kettler va aconseguir recuperar el districte.
Igual que altres membres de l'orde, Kettler era alemany i es va proposar establir un ducat sota las mateixas regles que d'altres estats alemanys similars. El 1570 va emetre el Privilegnum Gotthardinum, el qual permetia als terratinents a les seves terres tindre el dret de servitud sobre els pagesos locals.
Quan Gotthard Kettler va morir el 1587, els seus fills, Frederic i Guillem, es van convertir en els ducs de Curlàndia. Ells van dividir el ducat en dues parts el 1596. Frederic controlava la part oriental, Semigàlia (Zemgale), amb la seva residència situada a Jelgava (Mitau). Guillem era propietari de la part occidental, Curlàndia, amb la seva residència situada a Kuldīga (Goldingen). Guillem va recuperar el districte de Grobina quan es va casar amb Sofia Hohenzollern la filla del Duc de Prússia. També va comprar i va reprendre el control del districte de Piltene, però eventualment aquest va caure en mans de la Confederació de Polònia i Lituània. Allà va desenvolupar la indústria metal·lúrgica i les drassanes, i les noves embarcacions portaven els béns de Curlàndia a altres països.
Tanmateix, les relacions entre el duc i els terratinents era molt hostils. A més a més, la Confederació de Polònia i Lituània o República de les Dos Nacions, el governant suprem del Ducat de Curlàndia, donava suport als terratinents. Guillem va expressar la seva decepció amb aquests últims, però això va acabar el 1616 quan se li va treure el títol de duc. Finalment, Guillem va deixar Curlàndia i va passar la resta de la seva vida a l'estranger. Així va ser que Frederic va esdevenir l'únic duc de Curlàndia després de 1616.

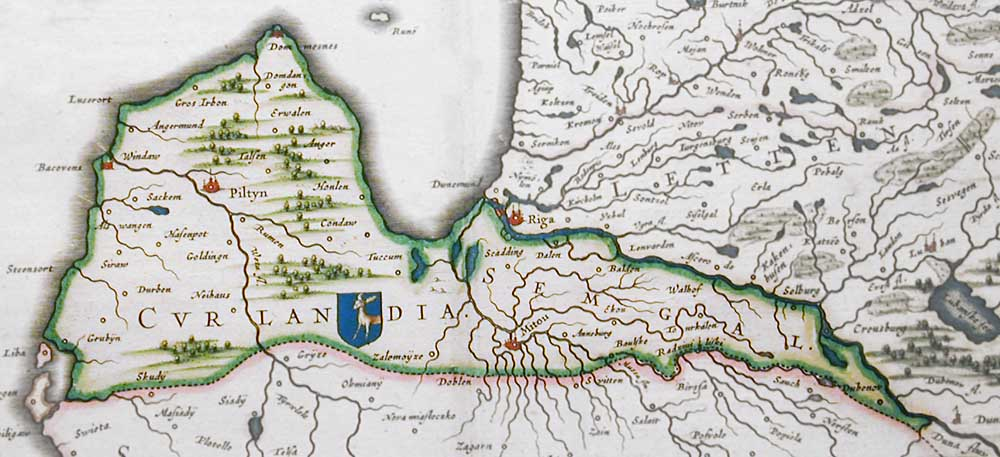
Mapa alemany del Ducat de Curlàndia i Semigàlia (circa 1600).

Entre el 1600 i el 1629, la Confederació de Polònia i Lituània i Suècia es van enfrontar en una guerra, els camps principals de batalla eren al voltant de Riga. Com a resultat d'aquesta, Suècia es va fer del control de la part nord i la part central de Letònia, la qual va passar a ser anomenada Livònia Sueca. Polònia-Lituània va retenir el control de la part est del Ducat de Livònia, nomenada des aleshores Voivodat d'Inflanty en polonès. Curlàndia també va estar involucrada en aquesta guerra, encara que nova patir danys significatius.
Sota el següent duc, Jacob Kettler de Curlàndia, el ducat va assolir el seu màxim nivell de prosperitat. Durant els seus viatges a Europa Occidental, Jacob es va tornar un àvid proponent de les idees mercantilistes. La metal·lúrgia i les drassanes es van tornar molt més desenvolupades, i les fàbriques de pólvora també van començar la seva producció. Es van desenvolupar relacions comercials no només amb els països veïns, sinó també amb Gran Bretanya, França, els Països Baixos i Portugal. Jacob va establir la flota mercant del Ducat de Curlàndia i Semigàlia, amb els seus principals ports a Ventspils i Liepāja.

## Colonització

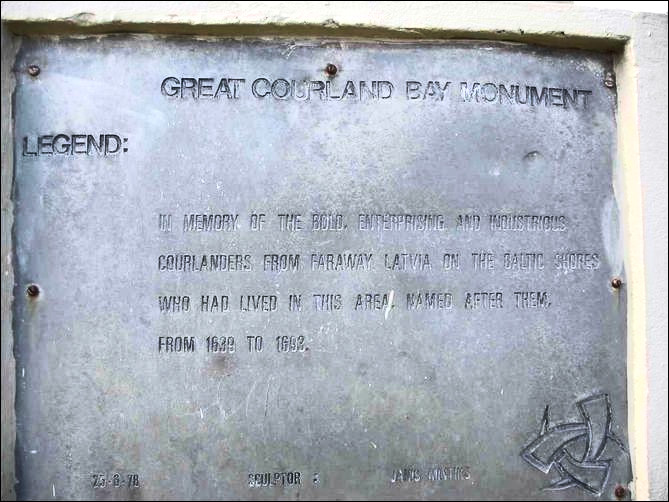
Monument a la colonització curlandesa a Tobago.

El 1651 el ducat va establir la seva primera colònia a l'Àfrica, Illa St. Andrews junt al riu Gàmbia i va fundar «Fort Jacob». Els principals productes d'exportació incloïen ivori, or, pells i espècies. Un any després després, van establir una altra colònia, a Tobago, a es Índies Occidentals. Allà els principals productes d'exportació incloïen el sucre, tabac, cafè i espècies.
Tanmateix, durant aquest temps, el Ducat de Curlàndia continuava estant objecte d'interès tant per a Suècia com per a la Confederació de Polònia i Lituània. L'exèrcit suec va capturar el duc Jacob el 1658, i ho va mantenir presoner fins al 1660. Durant aquest període, els holandesos es van fer el càrrec de les colònies de Curlàndia, i la flota mercant i les seves fàbriques es van veure devastades. La guerra va acabar amb el Tractat d'Oliva de 1660. Curlandia va reprendre el control de Tobago segons aquest tractat i va mantenir el seu control fins al 1689. El duc Jacob Kettler va tractar de restaurar la flota i les fàbriques, però el Ducat de Curlandia mai més va tornar a assolir el seu nivell de prosperitat anterior a la guerra.

## Seglexviii
Quan Jacob va morir el 1682, el seu fill, Frederic Casimir Kettler, va esdevenir el següent duc. Durant el seu regnat la producció va continuar decreixent. El duc mateix estava més interessat en festes i celebracions, i gastava més diners dels que tenia. Això el va portar a haver de vendre Tobago als britànics. Va morir el 1698. Durant aquest període, la República de les Dos Nacions va incrementar la seva influència en la vida política i econòmica del ducat. A més a més, Rússia va començar a mostrar més interès a la zona.
El següent duc, Frederic Guillem Kettler, tenia només sis anys quan va succeir el 1698, i va ser sota la regència del seu oncle Ferran, un general polonès. Durant aquest temps la Gran Guerra del Nord (1700-1721) va començar entre Suècia i Rússia amb els seus aliats les Dos Nacions, Saxònia i Dinamarca. Com a resultat de la guerra, Rússia va prendre control de la part central de Letònia a partir de 1710. A Curlàndia, Rússia tenia gran influència i el seu ambaixador, Peter Bestuzhev, que va esdevenir l'home més poderós del ducat. El tsar de Rússia, Pere el Gran, va rebre una promesa de part de Frederic que es casaria amb una de les filles del germà del tsar. Amb aquesta promesa, Pere el Gran volia augmentar la influència de Rússia a Curlàndia. Així va ser que el 1710, Frederic es va casar amb Anna Ivànovna -més endavant l'Emperadriu de Rússia-, però al seu retorn de Sant Petersburg va contreure una seriosa malaltia i va morir. Anna va governar com la duquessa de Curlàndia i Semigàlia entre 1711 i 1730.

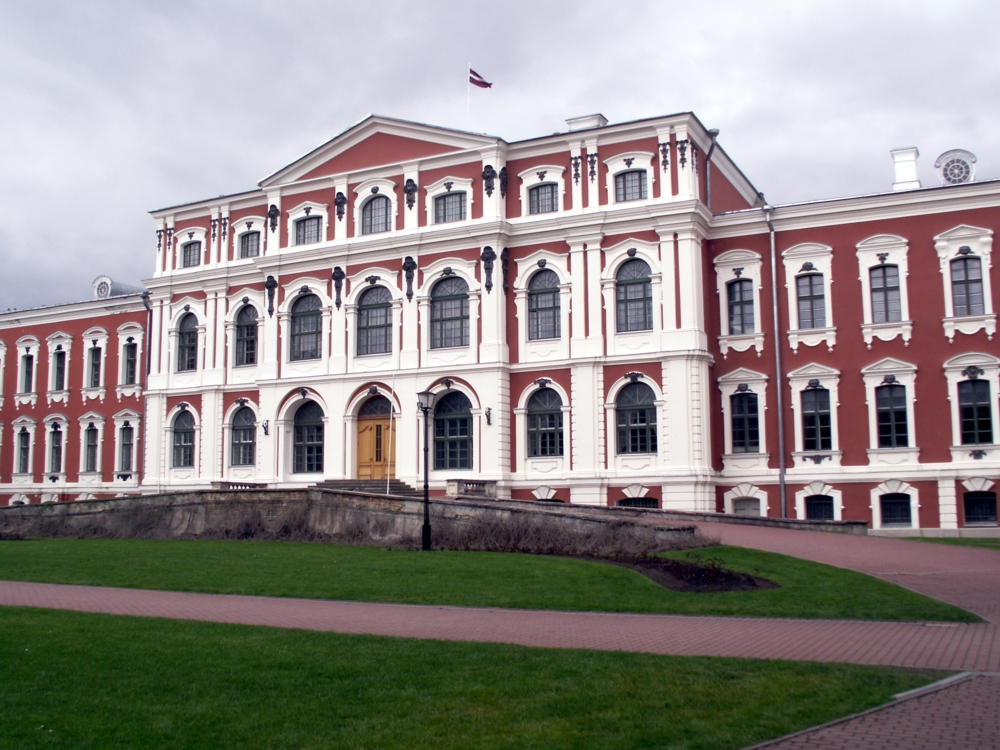
Palau de Jelgava, la residencia principal dels ducss.

Després de la mort de Frederic Guillem, el pròxim candidat per assumir la posició de duc era Ferran Kettler, però tenia la seva residència a Danzig. Com que la llei requeria que el duc residís dintre del ducat, la Dieta no ho va reconèixer i perquè Ferran era l'últim representant de la família Kettler, un gran nombre de candidats van tractar de prendre el lloc del duc durant aquest període. Un dels favorits per ocupar el seu lloc era Maurice de Saxe, el fill natural d'August II de Polònia, rei de Polònia; va ser escollit duc el 1726, però només va aconseguir mantenir-se al poder a través de la força fins a l'any següent. A Rússia no li agradava i va enviar un exèrcit a l'oest de Curlàndia per destruir la base de Maurici, com a resultat d'això Maurici va haver de deixar Curlàndia i Rússia va incrementar la seva influència. Aquesta influència va augmentar quan Frederic August II de Saxònia (elector), va succeir al seu pare en el tron polonès als anys 1730, i va acordar atorgar a Anna Ivànovna de Rússia l'elecció de qui es convertiria en el pròxim duc de Curlàndia a canvi del seu suport en la Guerra de Successió de Polònia -a causa de la posició del ducat com un vassall polonès i la falta d'hereus de Ferran Kettler, el ducat s'hagués revertit al tron polonès-. Anna va nomenar a Ernst Johann von Biron com a duc de Curlàndia el 1737.
Von Biron va rebre un important suport financer per part de Rússia i ho va invertir en construcció - per exemple, el Palau de Rundāle que va ser projectat pel distingit arquitecte italià Bartolomeo Rastrelli. Ana Ivanovna va morir el 1740, resultant que Von Biron sigui exiliat a Sibèria a l'any següent. Des d'allà, a través del «Consell del Duc», va continuar exercint control sobre el ducat, amb el beneplàcit del rei de Polònia. Tanmateix, això no li va agradar als terratinents de Curlàndia i fins i tot es van refusar a seguir les regulacions del consell.
Lluís Ernest de Brunsvic-Lüneburg va ser escollit com el successor de Ernst Johann von Biron el 27 de juny de 1741 amb el suport de la seva cosina Maria Teresa d'Àustria, però mentre es trobava a Sant Petersburg per fer ratificar el seu títol, Elisabet I de Rússia va portar a terme un cop d'estat el 6 de desembre de 1741 i va perdre el seu títol.
El rei August III de Polònia va cedir davant els terratinents de Curlàndia i va declarar el seu fill, Carles de Saxònia, com el pròxim duc. Així va ser com el Ducat de Curlàndia i Semigàlia va tenir dos ducs diferents al mateix temps a partir d'aixó. La situació es va tornar extremament tensa - una part dels terratinents van acceptar a Ernst Johann von Biron, mentre que l'altra a Carles de Saxònia. L'emperadriu Caterina II de Rússia (r. 1762-1796) va resoldre aquesta situació en cridar a Ernst von Biron del seu exili el 1763. En fer això, va evitar un possible augment de la influència polono-lituana sobre Curlàndia. Tanmateix, la lluita política interna havia cansat a Von Biron, i ell va lliurar el ducat al seu fill, Peter von Biron, el 1769. Però la commoció política va continuar a Curlàndia. Alguns terratinents van recolzar a Polònia-Lituània, mentre que d'altres van donar suport a Rússia. Finalment, Rússia va determinar la sort final de Curlàndia quan amb els seus aliats van començar la tercera partició de Polònia el 1795. Després d'una «amable recomanació» per part de Rússia, el Duc Peter von Biron va renunciar als seus drets i els va transferir a Rússia el 1795. Amb la signatura de l'últim document el 28 de març de 1795, el Ducat de Curlàndia i Semigàlia va ser inclòs entre les terres russes i el títol de Duc de Curlàndia va ser afegit al títol dels emperadors russos.

## Ducs de Curlàndia i Semigàlia
- Gotthard Kettler, 1561–1587
- Frederic Kettler (1587–1642) i Guillem Kettler (1587–1616)
- Jacob Kettler, 1642–1682
- Frederic Casimir Kettler, 1682–1698
- Frederic Guillem Kettler, 1698–1711
- Ferran Kettler, 1711–1737
  - Maurice de Saxe, (duc usurpador de 1726 -1727)
- Ernst Johann von Biron, 1737–1740
- Lluís Ernest de Brunsvic-Lüneburg, 27 de juny - 6 de desembre de 1741
- Consell del Duc, 1740–1758
- Carles de Saxònia, 1758–1763
- Ernst Johann von Biron, 1763–1769
- Peter von Biron, 1769–1795

Vegeu també: Llista de les Duquesses de Curlàndia i Semigàlia